# Departamento Libertador General San Martín (Chaco)
Das Departamento Libertador General San Martín liegt im Nordosten der Provinz Chaco im Nordwesten Argentiniens und ist eine von 25 Verwaltungseinheiten der Provinz. 
Es grenzt im Nordosten an die Provinz Formosa, im Osten an das Departamento Bermejo, im Süden an die Departamentos  Primero de Mayo,  General Donovan,  Sargento Cabral, Veinticinco de Mayo und  Quitilipi und im Westen an die Departamentos  Maipú und  General Güemes. 
Die Hauptstadt des Departamento Libertador General San Martín ist General José de San Martín.

## Städte und Gemeinden
Das Departamento Libertador General San Martín ist in folgende Gemeinden aufgeteilt:
- Ciervo Petiso
- General José de San Martín
- La Eduvigis
- Laguna Limpia
- Pampa Almirón
- Pampa del Indio
- Presidencia Roca

Koordinaten: 26° 30′ S, 59° 21′ W